# Pawel Alexandrowitsch Florenski

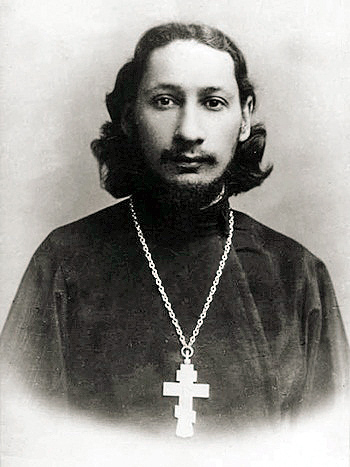
Pawel A. Florenski

Pawel Alexandrowitsch Florenski (russisch Павел Александрович Флоренский, wiss. Transliteration Pavel Aleksandrovič Florenskij; * 9.jul. / 21. Januar 1882greg. nahe Jewlach, heute Aserbaidschan; † 8. Dezember 1937 in der Oblast Leningrad) war ein russischer Religionsphilosoph, Theologe, Mathematiker und Kunstwissenschaftler.

## Leben

### Frühe Jahre
Pawel Florenski wurde am 21. Januar 1882 in der Stadt Jewlach in Gouvernement Jelisawetpol des Russischen Kaiserreichs (heute West-Aserbaidschan) geboren. Sein Vater kam aus einer Familie russisch-orthodoxer Priester, seine Mutter gehörte zum georgisch-armenischen Adel.
Nach dem Schulabschluss am Gymnasium in Tiflis ging er 1900 an den Fachbereich für Mathematik an der Moskauer Universität und studierte gleichzeitig Philosophie. 1904 macht er seinen Abschluss und lehnte es ab, einen Lehrstuhl an der Universität anzunehmen; stattdessen studierte er weiter Theologie an der Moskauer Geistlichen Akademie. Zusammen mit einigen Kommilitonen gründete er die Christliche Kampfunion (Союз Христианской Борьбы) mit dem revolutionären Ziel, eine neue russische Gesellschaft nach den Prinzipien von Wladimir Solowjow aufzubauen. Kurz darauf, im Jahre 1906, wurde er aufgrund seiner Mitgliedschaft in dieser Gesellschaft verhaftet; jedoch hatte er das Interesse an der radikalen christlichen Bewegung später verloren.

### Intellektuelles Interesse

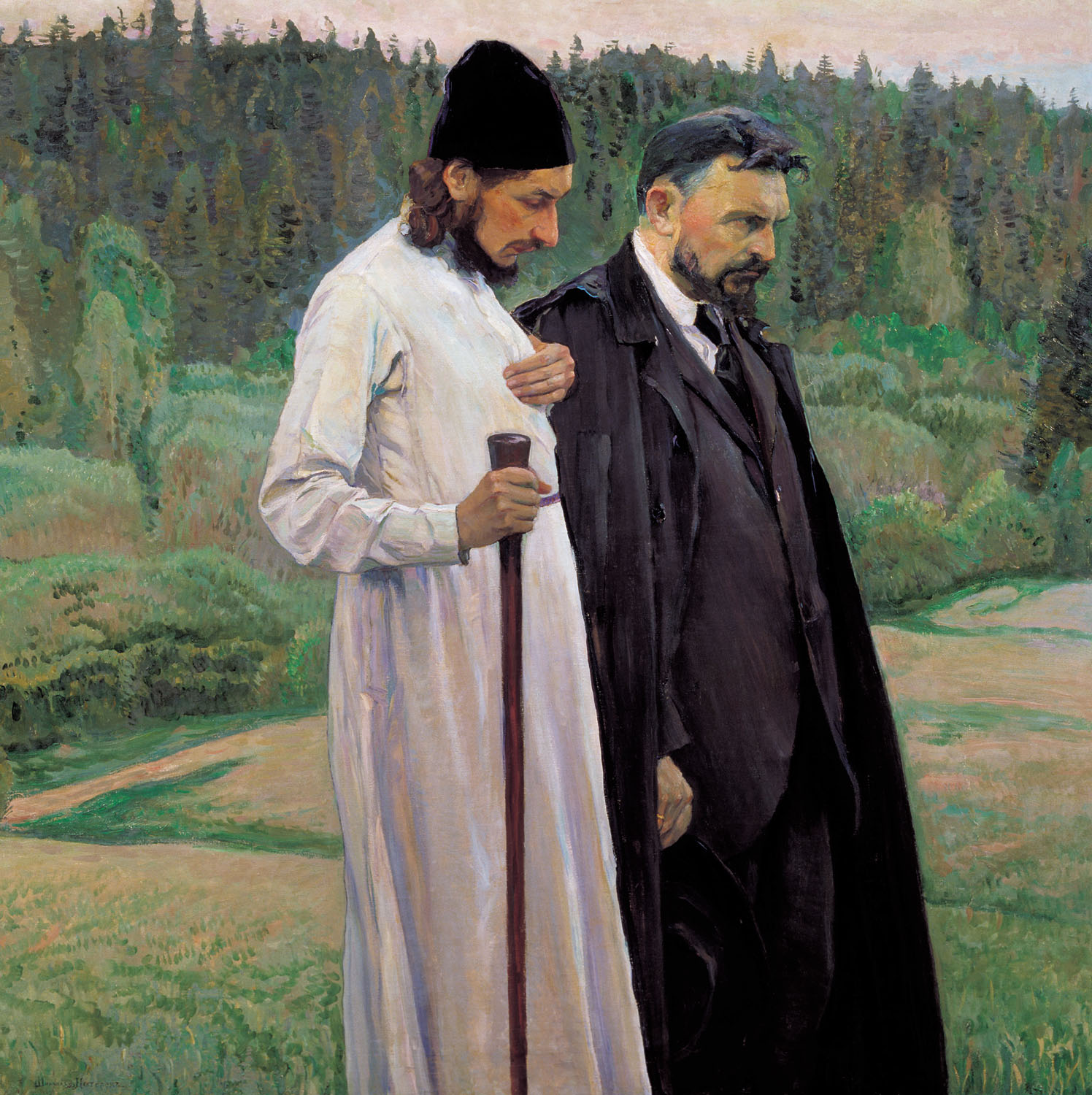
Pawel Florenski (links) und Sergei Bulgakow, 1917 (Gemälde von Michail Wassiljewitsch Nesterow)

Während seiner Studien an der Geistlichen Akademie interessierte sich Florenski für Philosophie, Religion, Kunst und Folklore. Er wurde ein bekannter Vertreter des russischen Symbolismus, befreundete sich mit Andrei Bely und veröffentlichte Artikel in den Zeitschriften Neuer Weg (Новый Путь) und Waage (Весы). Er begann auch sein wichtigstes philosophisches Werk Der Pfeiler und die Grundfeste der Wahrheit. Versuch über die orthodoxe Theodizee in zwölf Briefen. Das komplette Buch wurde erst 1924 veröffentlicht, er war damit aber bereits 1908 nach dem Abschluss an der Akademie fast fertig.
In seiner großen Abhandlung Namen gibt Florenski eine symbolisch-psychologische Erklärung einiger Namen. Mit diesem Buch erweist er sich als einer der bedeutenden Vertreter der Imjaslavie-Bewegung, der es um die Verehrung Gottes in seinem Namen ging. Diese Bewegung hatte um die Wende zum 20. Jahrhundert die theologische Auseinandersetzung in der russischen Orthodoxie beherrscht. In seiner Autobiographie bringt Florenski den Kern seiner Weltanschauung so dar: „Aber ich habe damals den für meine spätere Weltanschauung grundlegenden Gedanken gefaßt, nämlich, daß im Namen das Genannte, im Symbol das Symbolisierte, in der Darstellung die Realität des Dargestellten anwesend ist und daß daher das Symbol das Symbolisierte ist.“
Nach dem Studium an der Akademie unterrichtete er dort Philosophie und lebte bis 1919 im Dreifaltigkeitskloster von Sergijew Possad. 1911 wurde er zum Priester ordiniert. 1914 schrieb er seine Dissertation Über Spirituelle Weisheit. Er veröffentlichte Arbeiten über Philosophie, Theologie, Kunstwissenschaft, Mathematik und Elektromagnetismus. Zwischen 1911 und 1917 war er Hauptherausgeber einer der maßgebendsten orthodoxen theologischen Publikationen der Zeit, der Bogoslowski Westnik. Außerdem war er der geistliche Lehrer des umstrittenen russischen Schriftstellers Wassili Rosanow und drängte diesen dazu, sich mit der orthodoxen Kirche zu versöhnen.

### Naturwissenschaftliche Arbeit unter kommunistischer Herrschaft
Nach der Oktoberrevolution wurde das Dreifaltigkeitskloster 1918 geschlossen; die Kirche, wo er Priester war, 1921. Er zog nach Moskau und arbeitete am Staatsplan zur Elektrifizierung Russlands, auf Empfehlung Leo Trotzkis, der tief davon überzeugt war, dass Florenskis Fähigkeiten der Regierung bei der Elektrifizierung des ländlichen Russlands helfen könnten. Nach Zeitzeugen war Florenski in seinem Priestertalar neben den anderen führenden Beamten eine bemerkenswerte Gestalt.
1924 publizierte er eine große Monografie über Dielektrika sowie sein Werk Der Pfeiler und die Grundfeste der Wahrheit. Versuch über die orthodoxe Theodizee in zwölf Briefen. Er arbeitete zeitgleich als wissenschaftlicher Berater der Kommission zum Schutz der Kunstdenkmäler des Dreifaltigkeits-Sergeij-Klosters und veröffentlichte Arbeiten über alte russische Kunst.
In der zweiten Hälfte der 1920er-Jahre arbeitete er hauptsächlich in den Bereichen der Physik und Elektrodynamik; zu dieser Zeit wurde auch sein größtes naturwissenschaftliches Werk, Imaginäre Zahlen in der Geometrie, veröffentlicht, das sich mit der geometrischen Interpretation von Albert Einsteins Relativitätstheorie beschäftigte.

### Exil, Verhaftung und Tod

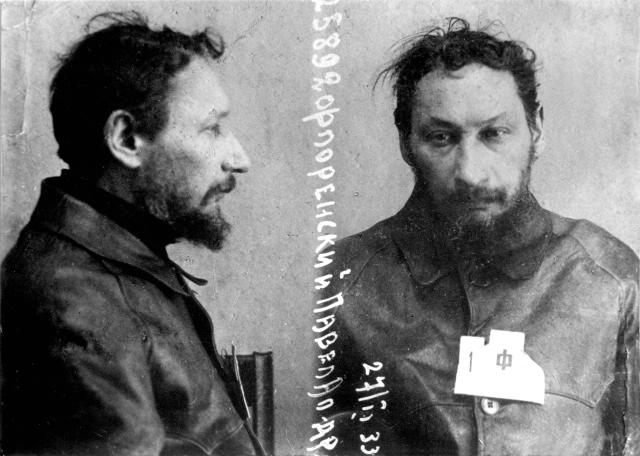
Pawel Florenski kurz nach seiner zweiten Verhaftung am 27. Februar 1933

1928 wurde Florenski für drei Monate nach Nischni Nowgorod verbannt. Aufgrund der Fürsprache von Jekaterina Pawlowna Peschkowa (erste Frau von Maxim Gorki) durfte er nach Moskau zurückkehren. 1933 wurde er wieder verhaftet und zu zehn Jahren Lagerhaft im Gulag verurteilt, aufgrund von Artikel 58 des Strafgesetzbuchs (Agitation gegen das Sowjetsystem und konterrevolutionäre Propaganda, womit hier die Monographie über die Relativitätstheorie gemeint war).
Er arbeitete im Lager der Baikal-Amur-Magistrale bis 1934, als er auf die Solowezki-Inseln verlegt wurde, um dort an der Produktion von Jod und Agar aus örtlichem Seetang zu forschen. Seine Entwicklungen wurden von Xenija Gemp fortgeführt. 1937 wurde er nach Leningrad gebracht, wo ihn eine Troika zum Tode verurteilte.
Nach den Unterlagen im Leningrader NKWD-Archiv wurde Florenski am 8. Dezember 1937 sofort nach dem Zusammentreffen der Troika erschossen. Nach Forschungen der russischen Menschenrechtsgruppe Memorial von 2002 wurde er mit mehreren hundert anderen zum Tode verurteilten Gefangenen ermordet. Er wurde wahrscheinlich auf dem Polygon Rschew (einem Artillerieschießplatz) nahe Toksowo 20 Kilometer nördlich von Leningrad mit den anderen erschossen. Es wurden dort tausende Leichen mit dem für NKWD-Exekutionen typischen Schuss in den Schädelansatz am Nacken gefunden und vermutlich auf dem heutigen Lewaschowo-Gedenkfriedhof begraben. 1958 wurde Florenski rehabilitiert (Verurteilung zu Lagerhaft, Todesurteil 1959).

## Schriften
Werke in zehn Lieferungen:
- Pavel Florenskij: Der Pfeiler und die Grundfeste der Wahrheit. Versuch einer orthodoxen Theodizee in zwölf Briefen. Edition Kontext, Berlin (Übersetzung: Nikolai von Bubnoff) (Online, Auszüge).
- Pavel Florenskij: Christentum und Kultur. Edition Kontext, Berlin 2004, ISBN 3-931337-34-0.
- Pavel Florenskij: Denken und Sprache. Edition Kontext, Berlin 1993, ISBN 3-931337-16-2.
- Pavel Florenskij: Namen. Edition Kontext, Berlin 1994, ISBN 3-931337-17-0.
- Pavel Florenskij: Raum und Zeit. Edition Kontext, Berlin 1997, ISBN 3-931337-29-4.
- Pavel Florenskij: An den Wasserscheiden des Denkens. Ein Lesebuch. 2. Auflage, Edition Kontext, Berlin 1994, ISBN 3-931337-05-7.
- Appendix 1. Materialien zu Pavel Florenskij. Edition Kontext, Berlin 1999, ISBN 3-931337-31-6.
- Appendix 2. Materialien zu Pavel Florenskij. Edition Kontext, Berlin 2001, ISBN 3-931337-35-9.

Weitere Ausgaben:
- Pavel Florenskij: Säule und Sockel der Wahrheit. Versuch einer orthodoxen Theodizee in zwölf Briefen. Übersetzung: Bernd Groth. BoD, 2021, ISBN 978-3-7543-2896-5
- Pawel Florenski: Meinen Kindern. Erinnerungen an eine Jugend im Kaukasus. Übersetzt von Fritz und Sieglinde Mierau. Urachhaus Verlag. Stuttgart 1993.